# بزرگ‌ترین شومن: موسیقی فیلم
بزرگ‌ترین شومن: موسیقی‌متن فیلم اصلی (به انگلیسی: The Greatest Showman: Original Motion Picture Soundtrack) آلبوم موسیقی فیلم از فیلمی به همین نام است که در ۸ دسامبر ۲۰۱۷ منتشر شد. این آلبوم تحسین منتقدان و موفقیت تجاری را به‌دست‌آورد و در صدر چارت‌های موسیقی چندین کشور از جمله ایالات متحده آمریکا، بریتانیا و استرالیا قرار گرفت و در آی‌تیونز در بیش از ۷۷ کشور شمارهٔ یک شد. در بریتانیا، این آلبوم به مدت ۲۱ هفته در صدر جدول فروش آلبوم‌های موسیقی قرار گرفت، و با فروش ۵،۴ میلیون نسخه به پرفروش‌ترین آلبوم سال ۲۰۱۸ تبدیل شد.

## بازخورد
برترین شومن در لیست سالانهٔ «مورد علاقه‌های اپرا» قرار گرفت. در بریتانیا برترین شومن پس از آلبوم ۲۱ از ادل تنها آلبوم در تاریخ معاصر موسیقی ست که ۱۱ هفتهٔ متوالی شمارهٔ ۱ در جدول پرفروش‌ترین آلبوم‌ها بوده‌است.

### جوایز
| جایزه                    | تاریخ                          | رده                                          | برنده و نامزد                                             | نتیجه    | مرجع          |
| ------------------------ | ------------------------------ | -------------------------------------------- | --------------------------------------------------------- | -------- | ------------- |
| جایزه گلدن گلوبs         | هفتاد و پنجمین مراسم گلدن گلوب | جایزه گلدن گلوب بهترین ترانه غیراقتباسی      | "This Is Me" – پاسک و پل and Justin Paul                  | برنده    | [ ۹ ]         |
| جایزه گزینش منتقدان فیلم | January 11, 2018               | Best Song                                    | "This Is Me" – پاسک و پل and Justin Paul                  | نامزدشده | [ ۱۰ ]        |
| Classic Brit Awards      | June 14, 2018                  | Best Soundtrack                              | The Greatest Showman – Benj Pasek and Justin Paul         | برنده    | [ ۱۱ ]        |
| جایزه اسکار              | نودمین دوره جوایز اسکار        | جایزه اسکار بهترین ترانه                     | "This Is Me" – پاسک و پل and Justin Paul                  | نامزدشده | [ ۱۲ ] [ ۱۳ ] |
| جوایز برگزیده نوجوانان   | August 12, 2018                | Choice Music – Collaboration                 | "Rewrite the Stars" – زک افران and زندیا                  | برنده    | [ ۱۴ ]        |
| جوایز برگزیده نوجوانان   | August 12, 2018                | Choice Pop Song                              | "This Is Me" – کیلا ستل and The Greatest Showman Ensemble | نامزدشده | [ ۱۴ ]        |
| جوایز موسیقی آمریکا      | October 9, 2018                | Favorite Soundtrack                          | The Greatest Showman                                      | نامزدشده | [ ۱۵ ]        |
| جایزه گرمی               | شصت و یکمین مراسم جایزه گرمی   | Best Compilation Soundtrack for Visual Media | The Greatest Showman                                      | برنده    | [ ۱۶ ]        |
| جایزه گرمی               | شصت و یکمین مراسم جایزه گرمی   | Best Song Written for Visual Media           | "This Is Me" – پاسک و پل and Justin Paul                  | نامزدشده | [ ۱۶ ]        |

## لیست ترانه
متن همهٔ ترانه‌ها توسط جاستین پل و بنج پسک نوشته و موسیقی همهٔ آنها توسط جان دبنی ساخته شده‌است.
| شماره | نام                         | اجرا                                  | مدت  |
| ----- | --------------------------- | ------------------------------------- | ---- |
| ۱.    | «بزرگترین نمایش»            | هیو جکمن، کیالا ستل، زک افران و زندیا | ۵:۰۲ |
| ۲.    | «یک میلیون رؤیا»            | زیو زایفمن، جکمن، میشل ویلیامز        | nil  |
| ۳.    | «یک میلیون رؤیا (بازخوانی)» | آستین جانسون، کمرون سیلی              | nil  |
| ۴.    | «سرزنده»                    | جکمن، ستل، دنیل اوریج و زندیا         | nil  |
| ۵.    | «آن‌سوی دیگر»                | جکمن و افران                          | nil  |
| ۶.    | «بس نیست»                   | لورن آلرد                             | nil  |
| ۷.    | «این من هستم»               | ستل                                   | ۳:۵۴ |
| ۸.    | «بازنگاری ستارگان»          | افران و زندیا                         | nil  |
| ۹.    | «ریسمان باریک»              | ویلیامز                               | nil  |
| ۱۰.   | «بس نیست (بازخوانی)»        | آلرد                                  | nil  |
| ۱۱.   | «از این پس»                 | جکمن                                  | nil  |